# Montescudaio
Montescudaio là một đô thị ở tỉnh Pisa trong vùng Toscana thuộc Ý, có cự ly khoảng 70 km về phía tây nam của Florence và khoảng 45 km về phía đông nam của Pisa. Tại thời điểm ngày 31 tháng 12 năm 2004, đô thị này có dân số 1.684 người và diện tích là 19,9 km².
Montescudaio giáp các đô thị: Cecina, Guardistallo, Montecatini Val di Cecina, Riparbella.